# Taifa de Arcos de la Frontera
A taifa de Arcos (Arcos de la Frontera) foi um reino independente muçulmano que surgiu em 1012 no Alandalus, com a desintegração que, desde 1008, vinha sofrendo o Califado de Córdova. Desapareceu em 1069 quando se integrou na Taifa de Sevilha.

## Origem
A família berbere dos Banu Jizrun, pertencente à dinastia dos zenetas, encabeçada por Maomé I ficou com o poder da Cora de Sidônia e, após expulsar o governador omíada que a regia, proclamou a sua independência, originando o reino taifa de Arcos em 1012, com capital na atual cidade de Arcos de la Frontera.

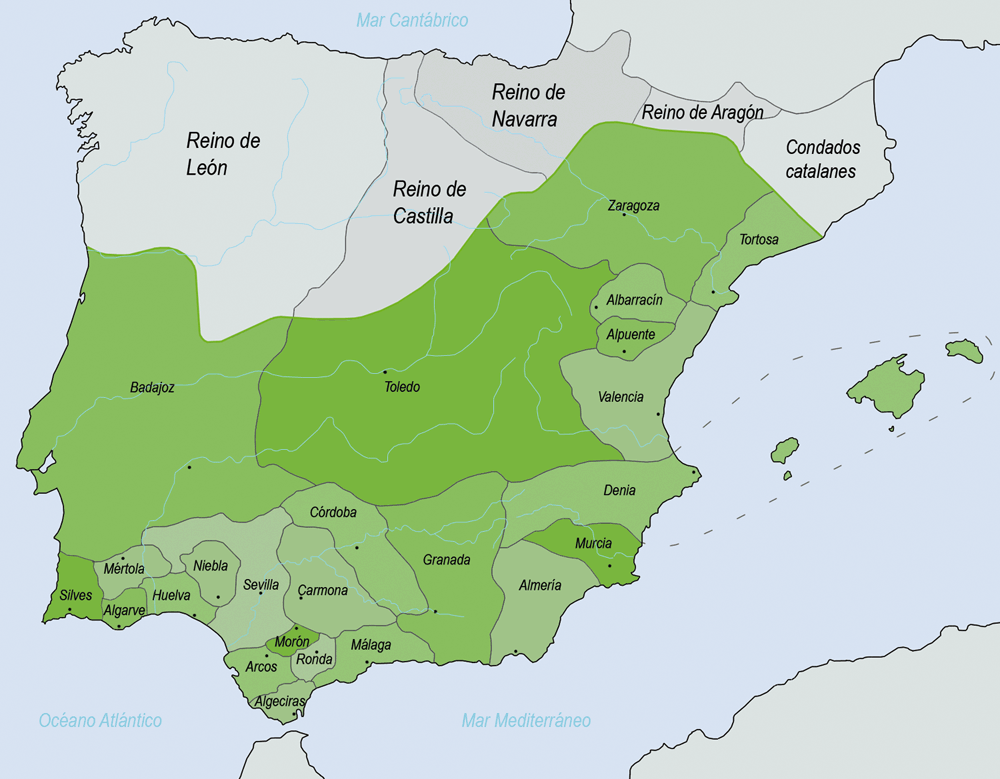
Os reinos de taifas em 1031.

## Taifa
Considerada uma taifa menor, bem como as de Algarve, Algeciras, Carmona, Huelva, Mértola, Morón, Niebla, Ronda, e Silves terminariam sendo conquistadas e integradas na grande taifa de Sevilha.
A taifa de Arcos esteve a ponto de desaparecer como entidade independente em 1053 quando Almutadide fez encarcerar em Sevilha a Abdune ibne Maomé junto aos reis das taifas de Ronda e Morón, circunstância que aproveitou Maomé II para ficar com o poder que exerceria até Almutadide, o rei da taifa sevilhana, conquistar a taifa de Arcos em 1069.